# Бир о Боа
Бир о Боа (фр. Buire-au-Bois) насеље је и општина у североисточној Француској у региону Север-Па д Кале, у департману Па де Кале која припада префектури Арас.
По подацима из 2011. године у општини је живело 216 становника, а густина насељености је износила 18,29 становника/km². Општина се простире на површини од 11,81 km². Налази се на средњој надморској висини од 75 метара (максималној 142 m, а минималној 49 m).

## Демографија
| 1962. | 1968. | 1975. | 1982. | 1990. | 1999. | 2011. |
| ----- | ----- | ----- | ----- | ----- | ----- | ----- |
| 271   | 308   | 272   | 244   | 225   | 210   | 216   |

График промене броја становника у току последњих година